# Johnny O'Connell
 (mai 2025).
Si vous disposez d'ouvrages ou d'articles de référence ou si vous connaissez des sites web de qualité traitant du thème abordé ici, merci de compléter l'article en donnant les références utiles à sa vérifiabilité et en les liant à la section « Notes et références ».
Johnny O'Connell, né le 24 juillet 1962 à Poughkeepsie, est un pilote automobile américain. 

## Palmarès
- 1987 : Champion Formule Atlantique, Division Pacifique avec 5 victoires
- 1994 : Vainqueur des 24 Heures du Mans en catégorie IMSA GTS
  - Vainqueur des 12 Heures de Sebring
- 2001 : Vainqueur des 24 Heures du Mans en catégorie GTS
  - Vainqueur des 24 Heures de Daytona
- 2002 : Vainqueur des 24 Heures du Mans en catégorie GTS
- 2003 : Champion ALMS en catégorie GTS
- 2004 : Champion ALMS en catégorie GTS
  - 2e des 24 Heures du Mans en catégorie GTS
- 2005 : 2e des 24 Heures du Mans en catégorie GT1
- 2007 : 2e ALMS en catégorie GTS
  - 2e des 24 Heures du Mans en catégorie GT1
- 2008 : Champion ALMS en catégorie GT1
- 2009 : Vainqueur des 24 Heures du Mans en catégorie GT1